# Seznam kulturních památek na Malé Straně
Tento seznam nemovitých kulturních památek v části Malá Strana v hlavním městě Praze  vychází z  Ústředního seznamu kulturních památek ČR, který na základě zákona č. 20/1987 Sb., o státní památkové péči, vede Národní památkový ústav jako ústřední organizace státní památkové péče. Údaje jsou průběžně upřesňovány, přesto mohou obsahovat i řadu věcných a formálních chyb a nepřesností či být neaktuální. 
Pokud byly některé části dotčeného území vyčleněny do samostatných seznamů, měly by být odkazy na tyto dílčí seznamy uvedeny v úvodu tohoto seznamu nebo v úvodu příslušné sekce seznamu.
Celá Malá Strana je od roku 1971 součástí Pražské památkové rezervace.
Vzhledem k velkému počtu jsou památky rozděleny do čtyř seznamů podle základních sídelních jednotek:
- Seznam kulturních památek na Malé Straně – Dolní malostranský obvod: východně od ulic Újezd a Karmelitská, Malostranského náměstí, Tomášské ulice a od budovy Valdštejnská čo. 14
- Seznam kulturních památek na Malé Straně – Horní malostranský obvod: : zastavěná část Malé Strany západně od ulic Újezd a Karmelitská, Malostranské náměstí, území západně od Tomášské ulice a Valdštejnského náměstí a západně od parcel s budovami Valdštejnská čo. 10, 12 a 12a.
- Seznam kulturních památek na Malé Straně – Seminářská zahrada: malostranská část sadů na vrchu Petříně, Seminářská zahrada a Petřínské sady.
- Seznam kulturních památek na Malé Straně – Na Újezdě: část Malé Strany spadající do obvodu a městské části Praha 5, blok zástavby mezi ulicemi Vítězná, Janáčkovo nábřeží, Petřínská a Rošických, včetně malostranské části sadů na Petříně jižně od Hladové zdi.

## Opevnění
| Památka                                    | Fotografie                                    | Rejstříkové číslo v ÚSKP                                                             | Sídelní útvar                                               | Poloha                               | Popis a poznámky |
| ------------------------------------------ | --------------------------------------------- | ------------------------------------------------------------------------------------ | ----------------------------------------------------------- | ------------------------------------ | --- |
| Opevnění Malé Strany a Hradčan (Q30170330) | \| \| \| \| \| \|                             | 44513/1-482 Pam. katalog MIS                                                         | Malá Strana                                                 | 50°4′50,75″ s. š., 14°24′8,23″ v. d. | Soubor fragmentálně dochovaného městského opevnění Malé Strany a Hradčan představuje unikátně dochovanou památku fortifikační architektury. Nejstarší části opevnění pocházejí již z 1. poloviny 9. století. Z toho na území Malé Strany: - Hladová zeď, parc. 903, 904, malostranský úsek zdi 50°4′50,7″ s. š., 14°24′9,11″ v. d. - parc. 826 (parcela s domem Plaská 613/12), v MonumNetu popsaná rovněž jako Hladová zeď - parc. 214 (Mostecká 273/21), fragmenty hradební zdi a původní zástavby při hradbách, půdorys parcel (budov?) čp. 274 a 273 50°5′13,94″ s. š., 14°24′17,37″ v. d. - parc. 984 (ve skutečnosti rozdělena na 984/1 a 98/4/2): parcela u Vlašské ulice za nemocnicí, mezi čo. 40 a 42, objekt v MonumNetu blíže nespecifikován - parc. 994: parcela zahrnuje plochu ulice Tržiště, v MonumNetu objekt blíže nespecifikován V rozpisu adres v MonumNetu jsou uvedena čp. (bez rozlišení, zda jde o malostranská nebo hradčanská čísla, a bez údaje o příslušnosti k ulici: - čp. 208: Písecká brána (Praha 6-Hradčany, K Brusce 208/5, U Písecké brány 208/20), uvedeno též v rozpisu parcel (jinak by mohlo jít též o dům Nerudova 208/8 na Malé Straně, který však neodpovídá rozpisu parcel) - čp. 273: mohlo by jít o malostranskou adresu Mostecká 273/21 a parcelu 214 - čp. 310: mohlo by jít o malostranskou adresu Jánský vršek 310/4 (příslušná parcela č. 38 však není uvedena v rozpisu parcel) - čp. 314: mohlo by jít o malostranskou adresu Jánský vršek 314/12 (příslušná parcela č. 42 však není uvedena v rozpisu parcel) K tomu jsou v MonumNetu uvedena orientační čísla 4, 8, 12, 21, aniž by bylo zřejmé, ke kterému katastru a adrese patří. Památkově chráněno od 22. prosince 1964. |
|                                            | Kategorie „Hladová zeď “ na Wikimedia Commons | Hledat fotografie a kategorie ve Wikimedia Commons podle rejstříkového čísla památky | Nahrát snímek k tomuto tématu do úložiště Wikimedia Commons |                                      | |